# Hōitsu Sakai
Hōitsu Sakai (jap. 酒井抱一 Sakai Hōitsu; ur. 1 sierpnia 1761, zm. 4 stycznia 1828) – japoński malarz epoki Edo.

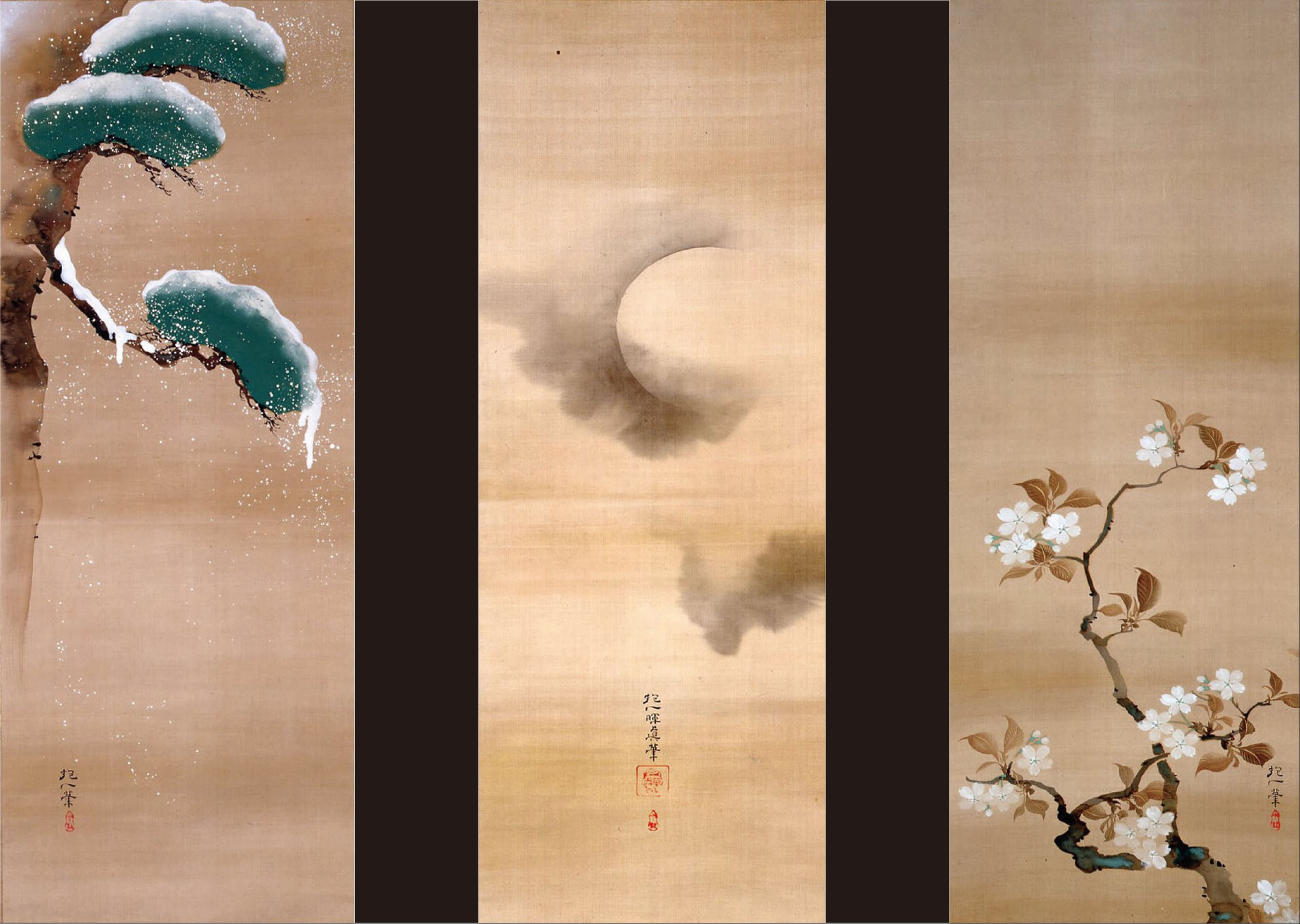
Hōitsu Sakai, cykl z widokiem śniegu, księżyca i kwiatów

Jego prawdziwe imię brzmiało Tadanao (忠因). Urodził się w Edo w bogatej rodzinie samurajskiej. W młodości próbował tworzyć w różnych stylach malarskich, ostatecznie zwracając się ku szkole Rinpa. W 1797 roku został mnichem buddyjskim i przyjął imię Hōitsu, pod którym był później znany. Osiadł w klasztorze Nishi Hongan-ji w Kioto. W 1809 roku powrócił do Edo, gdzie założył własną szkołę malarską.
Malował głównie kwiaty i rośliny. Jego obrazy charakteryzują się silnie dekoracyjnym stylem, inspirowanym dziełami Kōrina Ogaty, którego uważał za swojego mistrza i któremu poświęcił dwie napisane przez siebie rozprawy, Kōrin hyakuzu oraz Ogata-ryū ryakuin-fu. 